# Radiovittaria moritziana
Radiovittaria moritziana là một loài thực vật có mạch trong họ Pteridaceae. Loài này được (Mett.) E.H. Crane miêu tả khoa học đầu tiên năm 1997.